# Burcht van Bever
De Burcht van Bever is een motte in de Belgische gemeente Bever in de provincie Vlaams-Brabant. De motteheuvel ligt ten westen van het dorp aan de westkant van buurtschap Burght en ten zuiden van buurtschap Bloemendael. Van het middeleeuwse mottekasteel resteren alleen nog de motteheuvel, omwalling en grachten.
Op ongeveer 560 meter naar het noordoosten bevindt zich de molenrestant van Molen Denutte.

## Geschiedenis
Waarschijnlijk in de 11e eeuw werd de houten burcht opgericht als bevestiging van de macht van de graven van Henegouwen in deze streek. In de loop van de 12e eeuw verving men het houten mottekasteel door een stenen donjon. Het kasteel werd tot 1434 bewoond door de heer van Bever, waarvan de laatste in 1434 overleed. Na dit overlijden raakte het kasteel buiten gebruik en verviel het.
In 1964 vond er een opgraving plaats onder leiding van archeoloog René Borremans waarbij de restanten van het kasteel werden blootgelegd. Daarbij kwamen stukken muur met beschildering en kapitelen boven, evenals kookgerei en andere artefacten. Een deel van deze artefacten bevindt zich in het streekmuseum Den Ast in Halle.

## Bouwwerk
Het mottekasteel bestond uit twee delen: een opperhof en een neerhof. Het opperhof bestond uit de motteheuvel met hierop de houten en later stenen donjon. Het neerhof was een boerderij. Rond het opperhof en neerhof samen lagen twee aarden wallen met ertussen grachten die een doorsnede hadden van 20 tot 25 meter breed. Over de gracht lag een ophaalbrug.